# Trêve de Crépy-en-Laonnois

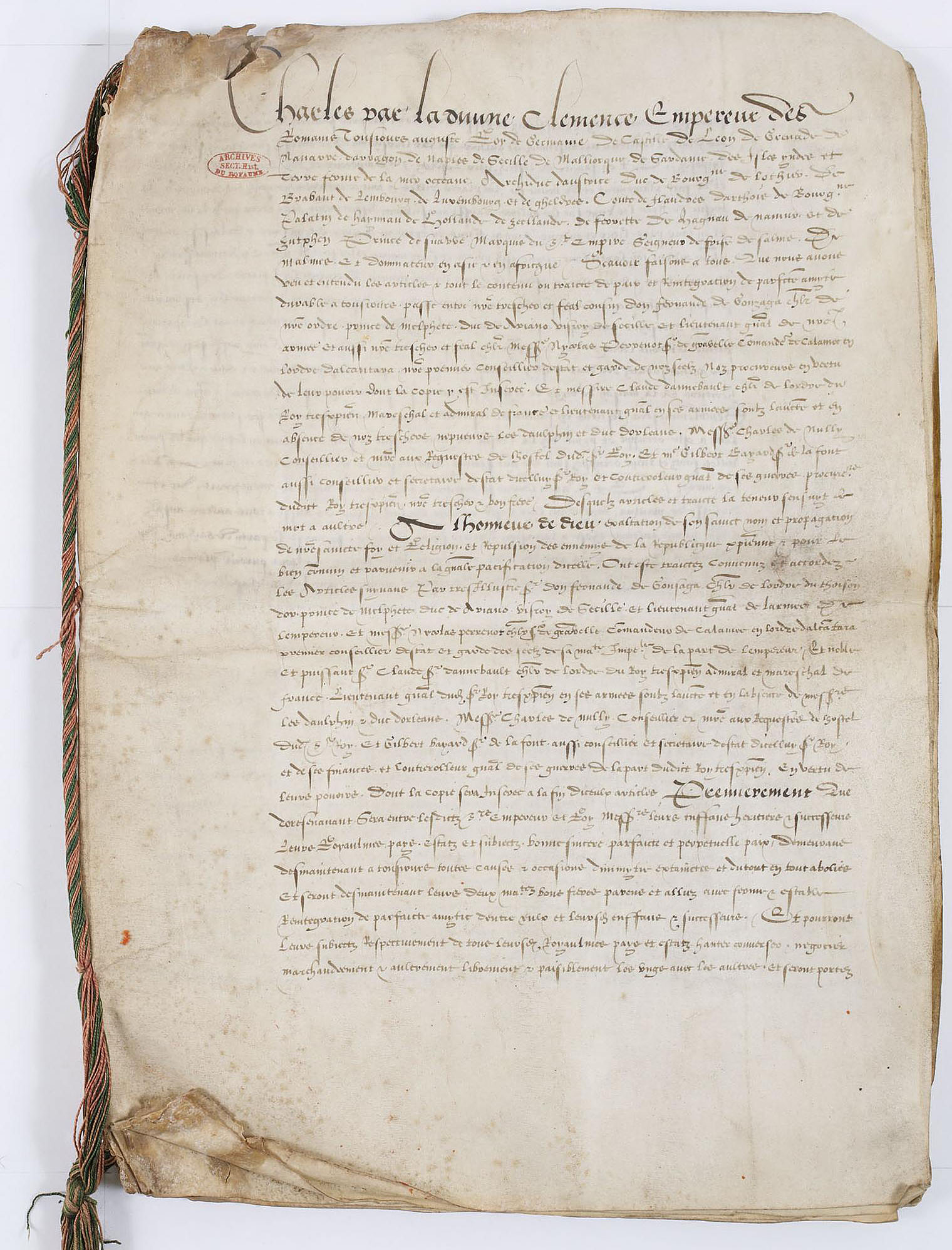
Ratification par Charles Quint du traité de Crépy-en-Laonnois, Conclu avec François Ier. Acte rédigé en français, daté du 22 septembre 1544, au Cateau-Cambrésis. Archives nationales.

La trêve de Crépy-en-Laonnois met un terme à la neuvième guerre d'Italie.

## Détails du traité

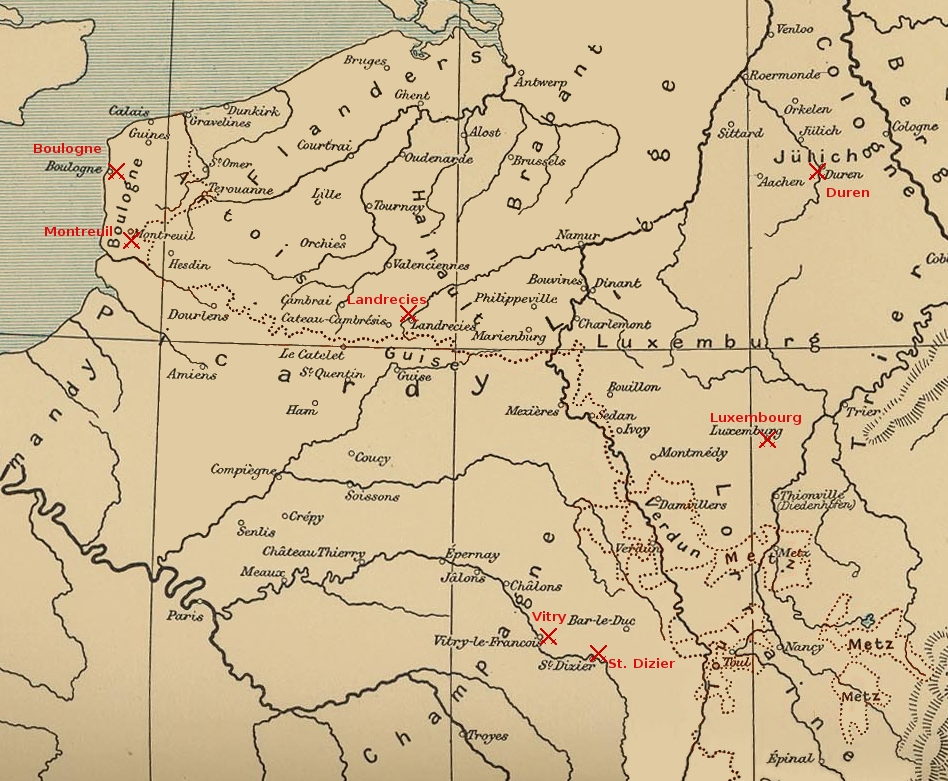
Batailles dans le Nord de la France avant la trêve.

Charles Quint, sur le point de perdre le Milanais après le désastre de Cérisoles (11 avril 1544), est parvenu à ouvrir un second front dans le Nord de la France malgré l'entremise du duc Antoine de Lorraine — qui devait mourir peu après — et de son fils François qui, lui ayant succédé, tente en vain d'éviter l'invasion de ses duchés. 
En août 1544, Saint-Dizier est tombée, ouvrant la route de Soissons, mais de graves problèmes financiers empêchent l'empereur de rémunérer ses troupes et les désertions se multiplient. Le corps expéditionnaire anglais allié s'est bien emparé de Boulogne, mais la contre-attaque du dauphin Henri l'oblige à évacuer Montreuil et il doit maintenant soutenir une guerre défensive à Boulogne-sur-Mer et Calais. De son côté, le roi de France doit également faire face au manque de ressources financières (ses troupes, mal payées, manqueront de peu la prise de Boulogne le 3 octobre suivant en se livrant au pillage plutôt que d'attaquer la citadelle). 
Le duc de Lorraine et de Bar François Ier ayant servi d'intermédiaire, le 18 septembre 1544, les deux souverains signent la paix à Crépy (Aisne) au sein de l'église Notre-Dame : Saint-Dizier est restituée à la France, la guerre des Français contre l'Angleterre continue jusqu'en 1546 (traité d'Ardres).
Par ce traité, le roi de France renonce au royaume de Naples et l'empereur à la Bourgogne et se rendent également leurs récentes conquêtes. Ainsi Landrecies est restituée à la seigneurie d'Avesnes à laquelle elle appartenait.